# Hanam
Hanam (kor. 하남시) – miasto w Korei Południowej, w prowincji Gyeonggi. W 2003 liczyło 128 254 mieszkańców.

## Miasta partnerskie
- Chińska Republika Ludowa: Rushan
- Stany Zjednoczone: Little Rock